# Nova Hartz
Nova Hartz är en kommun i Brasilien.   Den ligger i delstaten Rio Grande do Sul, i den södra delen av landet, 1 600 km söder om huvudstaden Brasília. Antalet invånare är 18 346.
I omgivningarna runt Nova Hartz växer huvudsakligen savannskog. Runt Nova Hartz är det tätbefolkat, med 762 invånare per kvadratkilometer.